# Произвольная винтовка
Произвольная винтовка — устаревший термин, использовавшийся во второй половине XX века для обозначения класса спортивных винтовок, используемых в соревнованиях по пулевой стрельбе. Винтовки этого типа предназначены для высокоточной стрельбы, в их устройстве допускались различные приспособления и формы ложи, стволы отличаются более тщательным изготовлением, высокой кучностью и стабильностью всех параметров. 
В настоящее время термин не актуален в связи с появлением более узких классов спортивных винтовок — малокалиберная винтовка, varmint rifle, произвольная крупнокалиберная винтовка, F-class, бенчрест и др.

## Конструкция и комплектация
Исторически правила соревнований по стрельбе из произвольной винтовки менялись довольно часто, что существенным образом сказывалось на устройстве оружия и отчасти его внешнем виде. Но, как правило, большинство произвольных винтовок имели калибр 5,6—8 мм и сравнительно большой вес (до 8 кг). Для стрельбы по мишени «Бегущий кабан» — 5,6 мм, вес — не более 5 кг. Нередко оснащались спусковым механизмом с ускорителем (шнеллером), диоптрическими прицелами с поправками большой точности, сменными мушками; в прицельных приспособлениях могли быть использованы плоские цветные стекла (светофильтры). Как правило, винтовки однозарядные, кроме тех, что предназначены для стрельбы по мишени «Бегущий олень». Форма шейки ложи — пистолетная, часто с отверстием для большого пальца правой руки, что создает максимальные удобства для стрелка; цевьё утолщенное, с передвижной антабкой. Для удобства при изготовке к стрельбе винтовки снабжают передвижным затылком приклада с крюком и съемной подставкой для руки при стрельбе стоя — «шампиньоном». Широкое распространение получили системы с электромагнитным спуском (например, МЦ-121).

## Распространенные модели
- МЦВ-50
- МЦ-122
- ТОЗ-61
- ТОЗ-62
- «Урал-5-1»
- ЦВ-55 «Зенит»
- МЦВ-55 «Стрела»